# 富蘭克林 (北卡羅萊納州薩里縣)
富蘭克林（英語：Franklin）是位於美國北卡羅萊納州薩里縣的非建制地區。

## 地理
富蘭克林所處的海拔為高於海平面343米（即1125英呎），而該地所採用的時區為UTC-5，即北美东部时区（EST）。同時該地設有夏令時間，為UTC-5調快一小時，即UTC-4（EDT）。